# Bar Giora (mošav)
Bar Giora (hebrejsky בַּר גִּיּוֹרָא, v oficiálním přepisu do angličtiny Bar Giyyora) je vesnice typu mošav v Izraeli, v Jeruzalémském distriktu, v Oblastní radě Mate Jehuda.

## Geografie
Leží v nadmořské výšce 701 metrů na zalesněných svazích Judských hor. Jihozápadně od obce pramení v lokalitě Ejn Azen vádí Nachal Azen. Západně od vesnice jsou to vádí Nachal ha-Me'ara a Nachal Dolev. Severovýchodně odtud počíná vádí Nachal Ktalav. Severně od obce terén prudce klesá do kaňonu vádí Nachal Refa'im. Okraj kaňonu lemují vyrazné kopce jako Har Giora, podobné vyvýšeniny se zvedají i na protější straně, například Har Pitulim.
Obec se nachází 41 kilometrů od břehu Středozemního moře, cca 47 kilometrů jihovýchodně od centra Tel Avivu, cca 16 kilometrů jihozápadně od historického jádra Jeruzalému a 7 kilometrů východně od Bejt Šemeš. Bar Giora obývají Židé, přičemž osídlení v tomto regionu je etnicky převážně židovské. Mošav je situován 4 kilometry od Zelené linie, která odděluje Izrael v jeho mezinárodně uznávaných hranicích od území Západního břehu Jordánu. Počátkem 21. století byly přilehlé arabské (palestinské) oblastí Západního břehu od Izraele odděleny pomocí bezpečnostní bariéry. Za Zelenou linií se ale v přilehlé části Západního břehu nachází i kompaktní blok židovských osad Guš Ecion včetně velkého města Bejtar Ilit.
Bar Giora je na dopravní síť napojen pomocí lokální silnice číslo 386, ze které tu k západu odbočuje lokání silnice číslo 3866. Podél Nachal Refa'im vede železniční trať Tel Aviv-Jeruzalém, která zde ale nemá stanici.

## Dějiny
Bar Giora byl založen v roce 1950. Novověké židovské osidlování tohoto regionu začalo po válce za nezávislost tedy po roce 1948, kdy Jeruzalémský koridor ovládla izraelská armáda a kdy došlo k vysídlení většiny zdejší arabské populace. Do roku 1948 se cca jeden kilometr jihozápadně od nynějšího mošavu rozkládala arabská vesnice Allar. Stávala v ní patrně mešita a muslimská svatyně al-Šajch Ibrahim. Pitnou vodu zajišťoval pramen Ajn al-Tanur. Roku 1945 žilo v Allar 440 lidí. Izraelci byl Allar dobyt v říjnu 1948. Zástavba pak byla zbořena, s výjimkou budovy školy a mešity. Místní obyvatelé ještě nějakou dobu provizorně přebývali v okolní krajině, ale postupně byli vypuzeni při finálním přebírání kontroly nad tímto regionem izraelskými silami.
Mošav byl zřízen 18. října 1950. Jeho zakladateli byla skupina Židů z Jemenu. Původně šlo o provizorní pracovní tábor zvaný Ejtanim (איתנים) zbudovaný v prostoru bývalého rekreačního střediska z doby britského mandátu. Roku 1954 se proměnil na trvalé civilní sídlo napojené na osadnickou organizaci Miškej Cherut Betar. Vesnice v současnosti prochází stavební expanzí. Západně od vesnice se rozkládá Národní park Bejt Ita'b.
Obec je pojmenována podle starověkého židovského válečníka Šimona bar Giory.

## Demografie
Podle údajů z roku 2014 tvořili naprostou většinu obyvatel v Bar Giora Židé (včetně statistické kategorie "ostatní", která zahrnuje nearabské obyvatele židovského původu ale bez formální příslušnosti k židovskému náboženství).
Jde o menší obec vesnického typu s dlouhodobě rostoucí populací. K 31. prosinci 2014 zde žilo 623 lidí. Během roku 2014 populace klesla o 0,2 %.
| Rok            | 1961 | 1972 | 1983 | 1995 | 2001 | 2003 | 2004 | 2005 | 2006 | 2007 | 2008 | 2009 | 2010 | 2011 | 2012 | 2013 | 2014 |
| -------------- | ---- | ---- | ---- | ---- | ---- | ---- | ---- | ---- | ---- | ---- | ---- | ---- | ---- | ---- | ---- | ---- | ---- |
| Počet obyvatel | 179  | 232  | 269  | 299  | 346  | 358  | 378  | 397  | 414  | 419  | 438  | 573  | 590  | 567  | 607  | 624  | 623  |